# Rolf Sele
Rolf Sele (* 7. März oder 12. April 1967 in Vaduz) ist ein ehemaliger liechtensteinischer Fussballspieler.

## Karriere

### Verein
In seiner Jugend spielte Sele für den FC Triesen und den Hauptstadtklub FC Vaduz. Seine erste Station im Herrenbereich war der FC Triesen, zu dem er 1989 zurückkehrte. Im Jahr 2000 schloss er sich dem FC Triesenberg an, bei dem er bis zu seinem Karriereende 2002 spielte.

### Nationalmannschaft
Sele gab sein Länderspieldebüt für die liechtensteinische Fussballnationalmannschaft am 11. Oktober 1995 beim 0:4 gegen Nordirland im Rahmen der Qualifikation zur Fussball-Europameisterschaft 1996, als er zur zweiten Halbzeit für Heini Stocker eingewechselt wurde.